# Pattinaggio di figura ai VII Giochi olimpici invernali - Pattinaggio di figura a coppie
La competizione del pattinaggio di figura  a coppie dei VII Giochi olimpici invernali si è svolta il giorno 3 febbraio 1956 allo Stadio Olimpico del Ghiaccio di Cortina d'Ampezzo.

## Risultati
La classifica finale è stata determinata dalla regola della maggioranza dei piazzamenti ottenuti dai singoli nove giudici. Se una coppia è stata al primo posto dalla maggioranza dei giudici, la coppia è classificata prima, il processo è stato poi ripetuto per ogni posto. Se vi era parità si teneva conto di: 1) Totale ordinali, 2) Punti totali, 3) Punti Figure obbligatorie.
| Pos.    | Atleta                         | Nazione                   | Risultati Obbligatori - Liberi - Totale - Piazzamenti | Risultati Obbligatori - Liberi - Totale - Piazzamenti | Risultati Obbligatori - Liberi - Totale - Piazzamenti | Risultati Obbligatori - Liberi - Totale - Piazzamenti | Risultati Obbligatori - Liberi - Totale - Piazzamenti | Risultati Obbligatori - Liberi - Totale - Piazzamenti | Risultati Obbligatori - Liberi - Totale - Piazzamenti | Risultati Obbligatori - Liberi - Totale - Piazzamenti | Risultati Obbligatori - Liberi - Totale - Piazzamenti | Risultati Obbligatori - Liberi - Totale - Piazzamenti |
| Pos.    | Atleta                         | Nazione                   | Giudici                                               | Giudici                                               | Giudici                                               | Giudici                                               | Giudici                                               | Giudici                                               | Giudici                                               | Giudici                                               | Giudici                                               | Totale                                                |
| Pos.    | Atleta                         | Nazione                   | Austria (bandiera)                                    | Australia (bandiera)                                  | Canada (bandiera)                                     | Cecoslovacchia (bandiera)                             | Germania (bandiera)                                   | Stati Uniti (bandiera)                                | Regno Unito (bandiera)                                | Ungheria (bandiera)                                   | Svizzera (bandiera)                                   | Totale                                                |
| Oro     | Elisabeth Schwarz Kurt Oppelt  | Austria                   | 5,7 11,4 1                                            | 5,8 11,6 1                                            | 5,4 10,8 2                                            | 5,6 5,4 11 1                                          | 5,8 5,7 11,5 1                                        | 5,8 5,6 11,4 2                                        | 5,8 5,6 11,4 2                                        | 5,7 11,4 2                                            | 5,7 5,6 11,3 2                                        | 51,3 50,5 101,8 14                                    |
| Argento | Frances Dafoe Norris Bowden    | Canada                    | 5,6 11,2 2                                            | 5,8 5,7 11,5 2                                        | 5,6 5,5 11,1 1                                        | 5,5 5,4 10,9 2                                        | 5,8 5,6 11,4 3                                        | 5,7 5,8 11,5 1                                        | 5,8 5,7 11,5 1                                        | 5,6 11,2 3                                            | 5,8 11,6 1                                            | 51,2 50,7 101,9 16                                    |
| Bronzo  | Marianna Nagy László Nagy      | Ungheria                  | 5,5 5,3 10,8 5                                        | 5,7 5,6 11,3 3                                        | 5,4 5,2 10,6 6                                        | 5,5 5,3 10,8 3                                        | 5,6 5,5 11,1 4                                        | 5,6 5,5 11,1 4                                        | 5,6 5,5 11,1 3                                        | 5,8 5,7 11,5 1                                        | 5,6 5,4 11 3                                          | 50,3 49 99,3 32                                       |
| 4       | Marika Kilius Franz Ningel     | Squadra Unificata Tedesca | 5,5 5,4 10,9 3,5                                      | 5,6 11,2 4,5                                          | 5,4 5,3 10,7 4,5                                      | 5,4 5,3 10,7 5                                        | 5,7 11,4 2                                            | 5,5 5,6 11,1 3                                        | 5,5 11 4                                              | 5,5 11 5                                              | 5,4 5,5 10,9 4                                        | 49,5 49,4 98,9 35,5                                   |
| 5       | Carole Ormaca Robin Greiner    | Stati Uniti               | 5,5 5,4 10,9 3,5                                      | 5,5 5,4 10,9 7                                        | 5,4 5,3 10,7 4,5                                      | 5,4 5,2 10,6 8                                        | 5,4 5,3 10,7 8                                        | 5,4 10,8 5                                            | 5,5 5,3 10,8 5                                        | 5,1 5 10,1 10                                         | 5,5 5,4 10,9 5                                        | 48,7 47,7 96,4 56                                     |
| 6       | Barbara Wagner Robert Paul     | Canada                    | 5,2 10,4 8                                            | 5,4 10,8 8,5                                          | 5,5 5,3 10,8 3                                        | 5,3 10,6 7                                            | 5,5 5,4 10,9 5,5                                      | 5,5 5,3 10,8 6                                        | 5,4 5,3 10,7 6,5                                      | 5,6 5,3 10,9 4                                        | 5,3 5,5 10,8 6                                        | 48,7 48 96,7 54,5                                     |
| 7       | Lucille Ash Sully Kothman      | Stati Uniti               | 5,3 5,2 10,5 7                                        | 5,5 11 6                                              | 5,1 5 10,1 9                                          | 5,4 5,3 10,7 5                                        | 5,5 5,4 10,9 5,5                                      | 5,3 10,6 7                                            | 5,4 5,3 10,7 6,5                                      | 5,4 5,3 10,7 6,5                                      | 5,3 5,2 10,5 7                                        | 48,2 47,5 95,7 59,5                                   |
| 8       | Věra Suchánková Zdeněk Doležal | Cecoslovacchia            | 5,3 5 10,3 10                                         | 5,6 11,2 4,5                                          | 5,2 5,1 10,3 7                                        | 5,4 5,3 10,7 5                                        | 5,5 5,3 10,8 7                                        | 5,2 10,4 9                                            | 5,1 4,8 9,9 10                                        | 5,5 5,2 10,7 8                                        | 5,4 5,1 10,5 8                                        | 48,2 46,6 94,8 68,5                                   |
| 9       | Liesel Ellend Konrad Lienert   | Austria                   | 5,2 5,1 10,3 9                                        | 5,4 10,8 8,5                                          | 5,1 10,2 8                                            | 5,3 5,2 10,5 9                                        | 5,2 5,1 10,3 9                                        | 5,1 5 10,1 10                                         | 5,2 5 10,2 8                                          | 5,4 5,3 10,7 6,5                                      | 5,2 10,4 9                                            | 47,1 46,4 93,5 77                                     |
| 10      | Joyce Coates Anthony Holles    | Gran Bretagna             | 4,9 4,7 9,6 11                                        | 5,1 5 10,1 10                                         | 4,8 4,7 9,5 11                                        | 5,1 4,9 10                                            | 5,1 5 10,1 10                                         | 5,3 5,2 10,5 8                                        | 5,1 5 10,1 9                                          | 5,2 5,1 10,3 9                                        | 5 4,8 9,8 10                                          | 45,6 44,4 90 88                                       |
| 11      | Carolyn Krau Rodney Ward       | Gran Bretagna             | 5,4 5,2 10,6 6                                        | 5 10 11                                               | 5 10                                                  | 5 4,8 9,8 11                                          | 4,7 4,5 9,2 11                                        | 5,2 4,9 10,1 11                                       | 5 4,8 9,8 11                                          | 5,2 4,8 10 11                                         | 4,8 4,5 9,3 11                                        | 45,3 43,5 88,8 93                                     |